# Gerd Stange
Gerd Stange (* 6. August 1954 in Barby) ist ein bildender Künstler, Autor und Fotograf.

## Leben

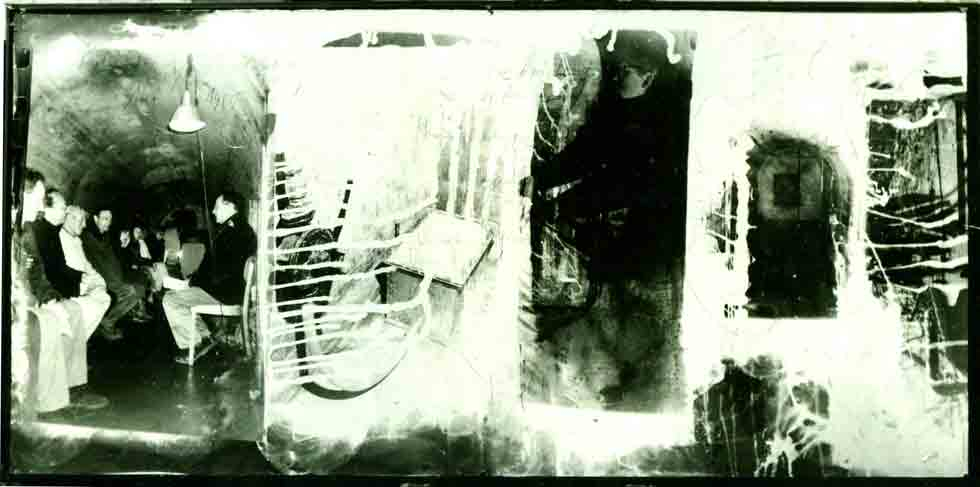
Gerd Stange: Rhythmische Babylonische Wasserskulptur, Fotografie und Schwammtechnik, 1996

Seit Beginn der 1990er Jahre hat Stange mehrere größere Installationen und Mahnmal-Bauten in Hamburg-Eppendorf geschaffen, unter anderem die Verhörzelle (1990) und die Subbühne (1995), beides Werke mit antifaschistischem Bezug zur Weißen Rose und zu Wolfgang Borchert. Weiterhin schuf er 1996 das Nachdenkmal Schützengraben-Soldatengrab in Groß Borstel sowie das Projekt zur Umbenennung des „Alte-Leute-Gartens“ im Wehbers Park in Hamburg-Eimsbüttel in Ein Gartenstück für Rosa Luxemburg (2006).
Seit 1984 sind Stanges Werke in Ausstellungen, bei Lesungen und Installationen gemeinsam mit anderen Künstlern zu sehen. Sein Werk ist stark von politisch engagierter und unkonventioneller Konzeptkunst geprägt, die dem „normalen“ Kunstbetrieb eher zuwiderläuft. Er lebt in Hamburg.

## Werke

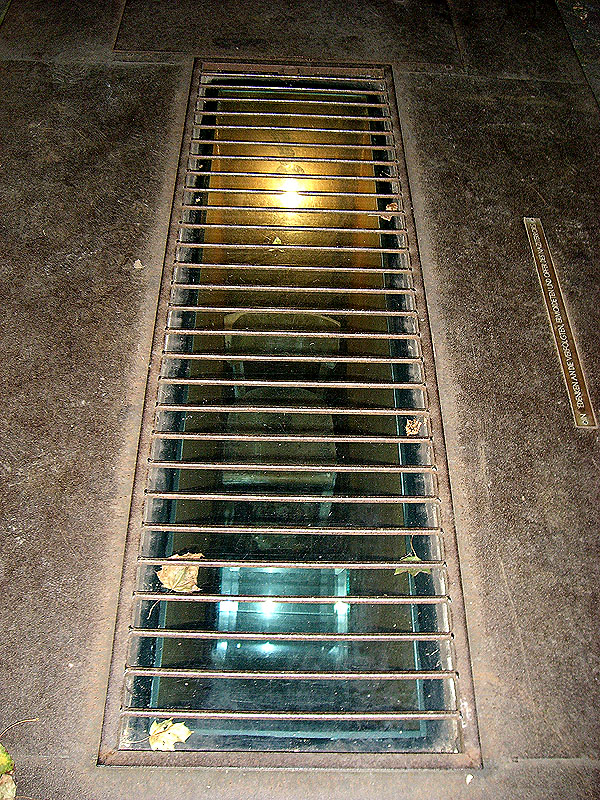
Die Verhörzelle ist ein Mahnmal für die Geschwister-Scholl und andere Opfer des Naziregimes

- 2006 Projekt Umbenennung Alte Leute Garten, ein Teil des Wehbers Parks, Hamburg-Eimsbüttel, in Ein Gartenstück für Rosa Luxemburg (11. November 2008, öffentliche Übergabe des Parkstückes), fünf Jahre hat Stange den Garten für szenische Lesungen genutzt sowie eine Erläuterungstafel zur Person Rosa Luxemburgs im Gartenstück installiert;
- 2006 weitersagen, Filmprojekt im Metropolis Kino, Hamburg September und Oktober 2006, gefördert durch die Hamburgische Kulturstiftung, Kurzfilm über das kleine China Town in Hamburg-St. Pauli 1900–1945;
- 2006 Ausstellung Erinnerungsfußballspiel Chinesenstraße Bolzplatz Schmuckstraße,
- 1996 Nachdenkmal Schützengraben – Soldatengrab, Installation in Hamburg-Groß Borstel;
- 1996 Chinesenstraße / Schmuckstraße (Hamburg-St. Pauli) Mai 1996;
- Literarischer Garten Weiße Rose, neben Verhörzelle und  Subbühne in Hamburg-Eppendorf;
- Installation Rhythmisch Babylonische Wasserskulptur – Ein anderes Mahnmal für Wolfgang Borchert, Luftschutzbunker Hamburg-Eppendorf;
- 1995 Subbühne  – ein anderes Mahnmal für Wolfgang Borchert, im ehemaligen Luftschutzbunker in Hamburg-Eppendorf;
- 1990 Verhörzelle – Mahnmal für die Geschwister Scholl, Installation in der Geschwister-Scholl-Straße in Hamburg-Eppendorf;